# Werner Lang
Werner Lang (ur. 23 marca 1922 w Bermsgrün, zm. 17 czerwca 2013 w Zwickau) – niemiecki inżynier, główny twórca samochodu Trabant.

## Życiorys
Werner Lang urodził się 23 marca 1922 roku w Bermsgrün. Uczył się mechaniki i inżynierii samochodowej w Zwickau, edukację odbywał do 1939 roku. W okresie 1944–1945 walczył we włoskiej partyzantce antynazistowskiej. Od 1945 roku uczył się w Zwickau i Chemnitz, potem studiował na Uniwersytecie Technicznym w Dreźnie. W 1949 roku Lang rozpoczął pracę w zakładach Horch w Zwickau jako dyrektor techniczny, a po połączeniu zakładów Horch z Audi został głównym projektantem. W 1954 roku rozpoczęło się opracowywanie prototypu nowego pojazdu, którego produkcja pod nazwą Trabant rozpoczęła się w 1957 roku. Od 1963 do 1990 roku produkowano najpopularniejszą i najbardziej znaną wersję P601. W latach 1970–1983 pracował jako dyrektor naukowy i techniczny projektu Trabanta. W 1991 roku produkujące Trabanta zakłady zostały pod presją zmian polityczno-gospodarczych sprzedane Volkswagenowi.
W wieku 39 lat otrzymał doktorat na Uniwersytecie Technicznym w Dreźnie. Za zasługi Lang otrzymał Nagrodę Państwową w 1954 i 1974 roku.
Zmarł 17 czerwca 2013 roku w Zwickau.